# Дарън Бент
Дарън Ашли Бент (на английски: Darren Ashley Bent) е английски професионален футболист, централен нападател на Съндърланд. Играе там от лятото на 2009 г.
Бент започна кариерата си в Ипсуич Таун през 2001 година. Той прави 122 мача и вкарва 47 гола в първенството за Ипсуич, преди да се присъедини към Чарлтън Атлетик срещу трансферна сума от £ 2 500 000 през 2005 година. Той беше техният голмайстор за два последователни сезона и след това се присъединява към Тотнъм за сумата от £ 16 500 000 през 2007 година. След два сезона в Тотнъм той се присъединява към настоящата клуб Съндърланд.
Той прави своя дебют за националния отбор на Англия през 2006 г. срещу Уругвай, а след това прави седем мача за Англия. Той вкара първия си гол в септември 2010 година УЕФА Евро 2012 квалификационния мач срещу Швейцария.